# Allen Lanier
Allen Lanier (25. juni 1946 - 14. august 2013) var en amerikansk musiker og sangskriver, mangeårigt medlem af bandet Blue Öyster Cult, hvor han spillede keyboards og rytmeguitar.
Allen blev medlem af bandet i 1967 (mens det hed Soft White Underbelly), forlod det i 1985, og vendte tilbage i 1987. Han optrådte dog ikke med bandet siden november 2006. 
Allen skrev en række Blue Öyster Cult sange ("In Thee", "Searchin' For Celine", "Tenderloin", "Lonely Teardrops", m.fl.).
Allen var i en periode i 1970'erne kæreste med Patti Smith og bidrog til hendes album Horses og Radio Ethiopia. Smiths sang "We Three" er baseret på deres forhold.

## Eksterne Henvisninger
- Blue Oyster Cult FAQ